# Sherlock & dotter
Sherlock & dotter (engelska: Sherlock & Daughter) är en amerikansk kriminaldramaserie. Serien, som består av åtta avsnitt, hade premiär den 16 april 2025.

## Handling
Serien handlar om Sherlock Holmes som ställs inför ett allvarligt dilemma när ett kriminellt syndikat tar hans närmaste vänner, Dr. Watson och Mrs. Hudson, som gisslan. Samtidigt dyker mystiska amerikanskan Amelia upp på hans tröskel.

## Rollista (i urval)
- David Thewlis – Sherlock Holmes
- Blu Hunt – Amelia Rojas
- Dougray Scott – Professor Moriarty
- Antonio Aakeel – Swann
- Ivana Miličević – Marjorie Anderson
- Seán Duggan – Dr. Watson
- Phillip P. Keene – Ambassador Anderson
- Bruno Gunn – Curtis